# Saccamminis
Saccamminis es un género de foraminífero bentónico de la subfamilia Saccamminidinae, de la familia Polysaccamminidae, de la superfamilia Psammosphaeroidea, del Suborden Saccamminina y del orden Astrorhizida. Su especie tipo es Saccamminoides multicellus. Su rango cronoestratigráfico abarca el Pennsylvaniense superior (Carbonífero superior).

## Discusión
Clasificaciones previas hubiesen incluido Saccamminis en la subfamilia Hemisphaerammininae, de la familia Hemisphaeramminidae, de la superfamilia Astrorhizoidea, así como en el suborden Textulariina del orden Textulariida.

## Clasificación
Saccamminis incluye a las siguientes especies:
- Saccamminis incrusatum †
- Saccamminis multicellus †